# Altay Spor Kulübü
O Altay Spor Kulübü (mais conhecido como Altayspor) é um clube de futebol turco da cidade de Esmirna, capital da província de Esmirna. Fundado a 16 de janeiro de 1914, atualmente disputa a Süper Lig.
Até 2018, mandou seus jogos no Alsancak Stadı, com capacidade para abrigar 14 000 espectadores. A partir de 2021, passou a mandar seus jogos no Estádio Mustafa Denizli de Alsancak, com capacidade máxima para 15 358 espectadores.

## História
Conquistou por 2 vezes a Copa da Turquia na temporada 1966–67 contra o Göztepe e na temporada 1979–80 contra o Galatasaray.
Conquistou a Segunda Divisão Turca na temporada 2001–02, na 1ª edição do novo formato da competição.
Suas cores oficiais são o preto e o branco.

## Títulos

### Era amadora
- Liga de Esmirna (14): 1923–24, 1924–25, 1927–28, 1928–29, 1930–31, 1933–34, 1936–37, 1940–41, 1945–46, 1947–48, 1950–51, 1953–54, 1956–57 e 1957–58
- Liga Profissional de Esmirna (2): 1956–57 e 1957–58

### Era profissional
- Copa da Turquia (2):' 1966–67 e 1979–80
- Segunda Divisão Turca (1): 2001–02

#### Campanhas de Destaque
- 3º colocado no Campeonato Turco (2):  1969–70 e 1976–77
- Vice–Campeão da Copa da Turquia (5): 1963–64, 1967–68, 1971–72, 1978–79 e 1985–86
- Vice–Campeão da Segunda Divisão Turca (2): 1983–84 e 1990–91
- Vice–Campeão da Supercopa da Turquia (2): 1967 e 1980
- Vencedor dos Playoffs da Segunda Divisão Turca (1): 2020–21